# Гибсон (Тенеси)
Гибсон (енгл. Gibson) град је у америчкој савезној држави Тенеси.

## Демографија
По попису из 2010. године број становника је 396, што је 91 (29,8%) становника више него 2000. године.
| Група             | 2000.       | 2010.       |
| Белци             | 280 (91,8%) | 376 (94,9%) |
| Афроамериканци    | 14 (4,6%)   | 15 (3,8%)   |
| Азијати           | 1 (0,3%)    | 1 (0,3%)    |
| Хиспаноамериканци | 0 (0,0%)    | 0 (0,0%)    |
| Укупно            | 305         | 396         |